# Calle Espíritu Santo (Sevilla)
La calle Espíritu Santo es una vía pública de la ciudad española de Sevilla.

## Descripción
La vía discurre desde la calle San Juan de la Palma hasta Castellar. Debe el título al convento del Espíritu Santo, que está al comienzo de la calle, a mano derecha. Aparece descrita en la Noticia histórica del origen de los nombres de las calles de esta ciudad de Sevilla (1839) de Félix González de León con las siguientes palabras:

Calle del Espíritu Santo. Situada en el cuartel D. y á la parroquia de san Juan de la Palma: se nombra así por estar en ella el convento de monjas Agustinas dedicado al Espíritu Santo. Este convento se fundó antes del año de 1540, en el mismo sitio donde permanece, por doña Maria del Aguilar, natural de Málaga, que en Roma vistió el hábito y profesó el año de 1538, en la órden de Sancti-Spiritus in Sajonia, y obteniendo bula para fundar en España, vino á Sevilla y fundó este monasterio. Hay memorias de haber en Sevilla convento de monjas del Espíritu Santo antes de año de 1300 y que estuvo donde ahora el de san Agustin; pero se perdió por falta de rentas, y vendieron la casa á Arias Yañez de Carranza. El año de 1715 concluyó el arzobispo don Manuel Arias, un seminario para niñas nobles, contiguo á este convento, al cual le dió comunicacion y dejó al cuidado de las religiosas, disponiendo fuesen doce las colegialas y que no se recibiesen menores de siete años, ni mayores de diez, siendo precisamente nobles y pobres. No están mas tiempo que hasta diez y seis años, á cuya edad si quieren ser religiosas en convento de vida comun, se les dá el dote y todo lo necesario. El patronato de este colegio lo tiene la dignidad arzobispal. Se llama comunmente este seminario de las niñas de la Doctrina. Encima de la puerta de este colegio, que hoy está tapiada y sin uso, porque se manda por el convento, hay una losa con la inscricion siguiente: ESTE COLEGIO DE NIÑAS DEL ESPIRITU SANTO, ERIGIÓ A PROPIAS ESPENSAS, Y DOTÓ CON LIBERAL MANO, EL EMMO. Y REEVRMO. SEÑOR CARDENAL, DON MANUEL ARIAS, ARZOBISPO DE ESTA CIUDAD. AÑO DE M.D.CC.XIV. La iglesia de este convento se hizo nueva y se concluyó despues del año de 1790. Su portada esterior es muy arreglada á arquitectura dórica, de ladrillo cortado. La calle que tambien la encuentro nombrada, de las niñas de la Doctrina, con deribacion del seminario; y del horno de las tortas, por alguno que habria en ella, es muy angosta, y pasa desde la plazoleta del mismo nombre á la calle del Conde; y en ella hay una barrera.
(González de León, 1839, pp. 172-173)